# Чернов, Павел Викторович
Па́вел Ви́кторович Черно́в (род. 1950) — российский хозяйственный и государственный деятель, в 2003—2010 годах — премьер-министр Правительства Республики Карелия.

## Биография
В 1967—1972 годах — студент Мордовского государственного университета. После окончания вуза был направлен на работу в Карельскую АССР — мастером в Надвоицкое СМУ треста «Сегежстрой», в дальнейшем работал прорабом, начальником участка, главным инженером. С 1980 года — главный инженер треста «Сегежстрой».
В 1985 году был назначен заместителем начальника Главсевзапстроя Минпромстроя СССР (Петрозаводск).
С 1988 года — главный инженер Петрозаводского треста крупнопанельного домостроения, начальник проектно-строительного объединения крупнопанельного домостроения. В июне 1990 года был назначен начальником Проектно-строительного объединения Крупнопанельного домостроения (ПСО КПД) (с января 1993 года — АОЗТ «Крупнопанельное домостроение»).
Значительную часть своей трудовой биографии Павел Викторович посвятил строительству. При его участии и непосредственном руководстве были реконструированы Сегежский целлюлозно-бумажный комбинат, Надвоицкий алюминиевый завод, построены жилые микрорайоны в городах Петрозаводск, Сегежа и Костомукша.
В 1998 году был назначен на должность председателя Государственного комитета Республики Карелия по строительству, стройиндустрии и архитектуре. В 2000—2001 годах — заместитель Председателя Правительства Республики Карелия — Председатель Государственного комитета Республики Карелия по строительству, стройиндустрии и архитектуре. В 2001—2002 годах — и. о. первого заместителя Председателя Правительства Республики Карелия — Председатель Государственного комитета Республики Карелия по строительству, стройиндустрии и архитектуре.
С июня 2002 года — заместитель Премьер-министра Правительства Республики Карелия. С 1 января 2003 года назначен премьер-министром правительства Республики Карелия.
27 июля 2010 года, в связи с досрочным сложением полномочий Главы республики Сергея Катанандова, в соответствии с Конституцией Республики Карелия, освобождён от должности премьер министра.

## Звания и награды
- Орден Дружбы (18 мая 2005 года) — за достигнутые трудовые успехи и многолетнюю добросовестную работу[3]
- Заслуженный строитель Российской Федерации (27 декабря 1999 года) — за заслуги в области строительства и многолетний добросовестный труд[4]
- Заслуженный работник строительного комплекса Республики Карелия.
- Орден Русской Православной Церкви Святого благоверного князя Даниила Московского III степени.
- Орден «Звезда Отечества»